# 가모노미야역 (가나가와현)
가모노미야역(일본어: 鴨宮駅, かものみやえき)은 일본 가나가와현 오다와라시에 있는 동일본 여객철도의 철도역이다.

## 역 구조
섬식 승강장 1면 2선 형태의 지상역으로, 교상역사를 가지고 있다. 역 업무는 동일본 환경 액세스가 대신 하고 있다.

### 승강장
| 1 | ■ 도카이도 선      | 오후나 · 요코하마 · 도쿄 방면 |
| 1 | ■ 쇼난 신주쿠 라인 | 시부야 · 신주쿠 · 오미야 방면 |
| 2 | ■ 도카이도 선      | 오다와라 · 아타미 · 이토 방면 |

## 역사
- 1920년 10월 21일 - 일본국유철도 소속 신호장으로서 설치.
- 1923년 6월 1일 - 역으로 승격, 개업.
- 1987년 4월 1일 - 민영화에 따라 동일본 여객철도의 소속이 되었다.
- 2001년 11월 18일 - 스이카의 사용이 개시되었다.

## 인접역
| 동일본 여객철도 도카이도 본선                | 동일본 여객철도 도카이도 본선            | 동일본 여객철도 도카이도 본선 |
| -------------------------------------------- | ---------------------------------------- | ----------------------------- |
| JT 14 고즈 구로이소 · 다카사키 · 신주쿠 방면 | 도카이도 선 보통 · 쇼난 신주쿠 라인 쾌속 | JT 16 오다와라 아타미 방면    |